# Sardón de los Frailes
Sardón de los Frailes is een gemeente in de Spaanse provincie Salamanca in de regio Castilië en León met een oppervlakte van 32,46 km². Sardón de los Frailes telt 82 inwoners (1 januari 2016).

## Demografische ontwikkeling
Bron: INE, 1857-2011: volkstellingen